# Ottavio Cappellani
Ottavio Cappellani (Catania, 16 giugno 1969) è uno scrittore, romanziere, drammaturgo,  giornalista e sceneggiatore italiano.

## Biografia
Proveniente da un'antica e nobile famiglia siciliana, i Cappellani di Pirainito, esordisce nel 1998 con La morale del cavallo, un dialogo teologico con la postfazione di Manlio Sgalambro. Nel 2004 pubblica il suo primo romanzo, Chi è Lou Sciortino?, tradotto in ventisei paesi, la traduzione americana Who is Lou Sciortino? (Farrar, Straus & Giroux, 2007) è inserita nel Reading The World (i quaranta titoli più significativi tradotti e pubblicati negli Stati Uniti durante l'anno). Nel 2006 pubblica per Arnoldo Mondadori Editore Sicilian Tragedi. Lo scrittore statunitense David Leavitt dedica alla traduzione americana (Sicilian Tragedee, Farrar, Straus & Giroux, 2008) un'intera pagina del New York Times. Nel 2009 pubblica per Arnoldo Mondadori Editore Chi ha incastrato Lou Sciortino?, prequel del suo primo romanzo.
Nel gennaio 2010 il Teatro Stabile di Catania produce e mette in scena, con la regia di Guglielmo Ferro, la riduzione teatrale (curata dallo stesso autore) di Sicilian Tragedi, con protagonista Ida Carrara.
Sempre nel 2010 inizia a occuparsi di urbanistica con un intervento ospitato nel volume Urbanità come risorsa di Giancarlo Consonni, professore ordinario di Urbanistica al Politecnico di Milano.
Nel 2011 scrive il soggetto e la sceneggiatura di My name is Sid, cortometraggio in concorso alla Mostra del Cinema di Venezia dello stesso anno, nella sezione Controcampo Italiano.
Nel novembre 2011 esce nella collana Strade Blu di Mondadori il romanzo L'isola prigione.
Nel dicembre 2011 il Ministero per i Beni Culturali ha riconosciuto di Interesse Culturale Nazionale una sua sceneggiatura originale ambientata nel mondo di Facebook, dal titolo FB.
Nel 2012 gli viene attribuita la paternità dell'e-book Cinquanta sfumature di minchia , poi uscito anche in edizione cartacea.
Nel luglio 2013 pubblica online (dominio pubblico in formato elettronico) Manifesto per le città alla fine del mondo (brevissimo romanzo architettonico in forma di aforismi).
A ottobre 2013 esce per Imprimatur il romanzo Sull'Etna non uccidono mai nessuno. 
Con Francesco Borgonovo e Walter Leoni firma nel 2016 per la 20090 l'ebook Matteo Renzi è stato azzurro di sci.
Il suo romanzo Sicilian Comedi, uscito nel 2017 per la Società Editrice Milanese, è stato presentato durante la manifestazione PordenoneLegge dallo scrittore statunitense David Leavitt, che lo ha poi accompagnato anche durante alcune date del tour italiano.
Nel 2018 Sicilian Comedi viene portato sulle scene, con la regia di Guglielmo Ferro.
Nel 2019 pubblica, per la Società Editrice Milanese, La Sicilia spiegata agli eschimesi. E a tutti gli altri, dal quale è tratto lo spettacolo di stand-up comedy dallo stesso titolo, che ha debuttato a Catania con la partecipazione di Mario Venuti.
Nel 2024 pubblica per Aboca Edizioni Il carrubo e l'unità di misura del diamante che entra nella terna finalista del Premio Campiello Natura.
Sul quotidiano La Sicilia cura il blog satirico Sicilian Comedi. Collabora con il magazine MOW.

## Opere
- La morale del cavallo, postfazione di Manlio Sgalambro, Scordia, Nadir, 1998.
- Chi è Lou Sciortino?, Vicenza, Pozza, 2004. ISBN 88-7305-764-0.
- Sicilian Tragedi, Milano, Mondadori, 2007. ISBN 978-88-04-56226-9.
- Chi ha incastrato Lou Sciortino? Una storia vintage, Milano, Mondadori, 2009. ISBN 978-88-04-58617-3.
- L'isola prigione, Milano, Mondadori, 2011. ISBN 978-88-04-61361-9.
- Cinquanta sfumature di minchia, Reggio Emilia, Imprimatur, 2012. ISBN 978-88-9794-933-6.
- Sull'Etna non uccidono mai nessuno, Reggio Emilia, Imprimatur, 2013. ISBN 978-88-6830-031-9.
- Infermo, con Francesco Borgonovo, Siena, Barbera, 2013. ISBN 978-88-7899-637-3.
- Sicilian comedi, Milano, Società Editrice Milanese, 2017. ISBN 978-88-93900-18-8.
- La Sicilia spiegata agli eschimesi. E a tutti gli altri, Milano, Società Editrice Milanese, 2019. ISBN 9788893901178
- Il carrubo e l'unità di misura del diamante, Sansepolcro, Aboca Edizioni, 2024. ISBN 9788855231091